# Heteropatriarhat
În teoria feministă, heteropatriarhatul (hetero[sexualitate] + patriarhat) reprezintă un sistem sociopolitic în care genul masculin și heterosexualitatea au supremație asupra altor genuri și altor orientări sexuale. Este un termen care subliniază faptul că discriminarea exercitată asupra femeilor și asupra persoanelor LGBTI are același principiu social sexist.